# 日本人のしきたり
日本人のしきたり（にほんじんのしきたり）は、飯倉晴武によって書かれた書籍。

## 概要
2003年1月に青春出版社から出版された。
初詣とは本来は氏神にお参りや、鏡餅を包丁で切ってはいけないなどを述べる。
七草粥は中国での官吏の昇進は1月7日だったことから中国で始まった。それが日本に伝わり広まり、伊勢神宮では現在でもこのしきたりが残っていると述べる。
国家の品格と美しい国へがベストセラーとなった流れで共にこの本も売れるようになる。
2012年2月にオーディオブックで配信開始。
2017年1月に100万部突破。